# Céline Dion
Céline Dion (plným jménem Céline Marie Claudette Dion, * 30. března 1968, Charlemagne, Québec), je kanadská zpěvačka oceněná mimo jiné cenami Grammy a Juno a příležitostná skladatelka písní. Svou kariéru započala jako francouzská zpěvačka na začátku 80. let 20. století, na mezinárodní hudební scénu prorazila v 90. letech.

## Biografie

### 1968–1988
Céline Dion se narodila do velké, chudé, ale hudebně založené rodiny. V srpnu 1973 vystoupila před početnou rodinou na svatbě svého bratra Michela se skladbou Du fil des aiguilles et du coton. Když jí bylo dvanáct let, složila společně s matkou francouzskou píseň Ce n'etait qu'un reve, která změnila směr jejího života.
Demonahrávka obsahující píseň zaujala v lednu 1981 Reného Angélila, respektovaného osobního manažera Ginette Renové, který se rozhodl Dion pomoci. Dokonce zastavil hypotékou svůj dům, aby mohl financovat nahrávání debutového alba La voix du bon Dieu.
V červnu 1981 Dion vstoupila jako třináctiletá poprvé před televizní kamery v programu Michela Jasmina nahrávkou Ce n'etait qu'un reve. Byl to vůbec první kontakt mezi ní a širokou veřejností v rodném Québecu.
Známá začala být v roce 1982, kdy vyhrála zlatou medaili na festivalu Yamaha World Popular Song v japonském Tokiu za skladbu Tellement j'ai d'amour pour toi. V témže roce vyšel druhý, velmi úspěšný singl D'amour ou d'amitie z pera Eddyho Marnaya.
V lednu 1983 reprezentovala Kanadu na festivale RTL Super Official ve francouzském Cannes. Stala se vůbec první Kanaďankou, která získala zlatou desku ve Francii za kompilaci hitů Du soleil au coeur.
Když 11. září 1984 navštívil Kanadu papež Jan Pavel II., reprezentovala Dion mladou generaci na setkání s papežem na montréalském olympijském stadionu. Zpívala zde před více než pětašedesátitisícovým obecenstvem skladbu Une colombe z aktuálního alba Mélanie. Za šest dní v Kanadě vyšel výběr nejúspěšnějších singlů na desce Les plus grands succés de Céline Dion.
V roce (1984) vyšel nový singl Mon ami m'a quittee, který byl předzvěstí alba Les chemins de ma maison. Céline dostala dvě ceny Félix na Gala představení ADISQ a v listopadu dostala pozvánku zazpívat v prestiží Olympia Music Hall v Paříži na show Patricka Sébastiena.
V roce 1985 získala pět hudebních ocenění Félix. V následujícím roce nahrála nový singl Billy. Ihned po vydání singlu, 18letá Dion oznámila přestávku v kariéře, po které se vrátila na hudební scénu nahrávkou Je ne veux pas, kterou napsal italský textař Romano Musumara. Byl to její poslední singl u nahrávací společnosti Pathé-Marconi.
V roce 1988 Dion upevnila své postavení v rodné provincii Québec vydáním alba Incognito (Sony Music). Dostala čtyři ocenění Félix za platinové album. V stejném roce vyhrála prestižní soutěž Eurovision Song Contest v irském Dublinu. Jako reprezentantka Švýcarska získala zlatou medaili za skladbu Ne partez pas sans moi. Následujících 42 dní vystupovala ve vlastní show Incognito v Théatre Saint Denis v Montréale.

### 1990–1995
Roku 1990 Céline Dion vydala album Unison, své první v angličtině. Pilotním singlem se stala skladba Where Does My Heart Beat Now, kterou si podmanila i americkou část publika. V singlovém žebříčku Billboard Top 100 skončila na 4. místě. Druhý singl, (If There Was) Any Other Way, se vyšplhal na 5. příčku. Z LP desky nakonec šly do singlových pozic i méně úspěšné skladby The Last To Know a Unison. Album Unison překonalo všechna očekávání. Jeho prodejnost dosáhla 1 700 000 nosičů. Dion začínala být pro americké posluchače známější i díky nočním talk show.
V roce 1991 oslavovala 10. výročí v hudebním byznysu a v červnu připravila speciální gala vystoupení pro fanoušky ve Forum de Montréal. Pro francouzské publikum nahrála písně populárního textaře Luca Plamondona na album Dion chante Plamondon. Z něj jsme zaznamenali singly Je danse dans ma tete, Un garcon pas comme les autres (Ziggy) a L'amour existe encore. Album se dostalo na evropský trh až v roce 1994 pod názvem Des mots qui sonnent.
Mezinárodní vzestup přišel v roce 1991, kdy nahrála titulní skladbu na soundtrack k animovanému filmu Kráska a zvíře společnosti Walt Disney. Píseň Beauty And The Beast se stala číslem jedna a posbírala ceny Hudební akademie Grammy, stala se základním kamenem druhého anglicky zpívaného alba s jednoduchým názvem Celine Dion.
Album Celine Dion (1992) obsahovalo pět singlů. Love Can Move Mountains, If You Asked Me To, Did You Give Enough Love, Water From The Moon a Nothing Broken But My Heart. V Kanadě získalo šest platinových desek a bylo dalším stupněm k ocenění Juno.
Též v roce 1992 se zúčastnila koncertního turné Michaela Boltona a vystupovala v jedné z hlavních rolí v muzikálu Tycoon. V téže době zaznamenala významné kroky ve Velké Británii. Britské publikum vzalo dobře skladbu Think Twice, baladu z alba The Colour Of My Love (1993). Následujících pět týdnů dominovala píseň a album britským hitparádám, takový počin se neopakoval od roku 1965 a rozkvětu The Beatles. Skladba Think Twice zůstala číslem jeden ještě další dva týdny, překonala magickou miliónovou hranici a stala se jediným singlem ženského interpreta, kterému se číslo prodejnosti ve Velké Británii zastavilo na 4 miliónech. Z alba The Colour Of My Love vzešly další mega-hity: sladká balada The Power Of Love (původně nazpívaná Jennifer Rush), rytmická Misled, Only One Road a duet s Clivem Griffinem When I Fall In Love z filmu Samotář v Seattlu.
Albem D'eux (1995) Dion představila francouzskou hudbu Britům a použila svůj talent k podpoře Kanadského fondu Cystické fibrózy. Jedna z nejemocionálnějších skladeb Vole (později se objevuje v anglické úpravě s názvem Fly na albu Falling Into You) je vlastně dojemnou vzpomínkou na její neteř Karine, která na tuto nemoc zemřela.

### 1996–1999
Album Céline Dion Falling Into You (1996) se stalo nejlépe prodávaným toho roku. Bodovalo v hitparádách 11 států světa. Bylo zvoleno albem roku a nejlepším popovým albem na 39. slavnostním udílení cen americké Hudební akademie. Alba se prodalo více než 25 miliónů kopií. Z alba Falling Into You byli v rozhlase vysílané hlavně písně Because You Loved Me, balada It's All Coming Back To Me Now, All By Myself od Erica Carmena, nebo Call The Man.
Album Let's Talk About Love (1997) bylo nahráváno v Londýně, New Yorku a Los Angeles. Speciálními hosty jsou například Barbra Streisand (píseň Tell Him), Bee Gees se singlem Immortality, Carole King, Georgea Martina, či Luciano Pavarotti, skvělý textaři a hudebníci včetně Davida Fostera. Album bylo vydáno ve stejný den jako soundtrack k filmu Titanic. Obě alba přinesla ústřední píseň, My Heart Will Go On, kterou napsal James Horner a nahrál James Horner s Walterem Afanasieffem. V ohromujícím sledu úspěchů Let's Talk About Love soupeřilo s 27 milióny prodejů a Titanic též překonal více než 27 miliónů nahrávek. Je to nejlépe prodávaný orchestrální soundtrack v celé nahrávací historii. Dion zpívala My Heart Will Go On v televizním přenosu 70. výročních cen Akademie, naživo z Dorothy Chandler Pavilion v Los Angeles. Píseň získala cenu Akademie za nejlepší originální píseň – už druhý Oscar za skladbu, kterou nazpívala Céline Dion; první byl za Beauty And The Beast z roku 1992.
Francouzské album S'il suffisait d'aimer, nahrané v únoru 1998, bylo oficiálně celosvětově uvedené na trh 8. září. První singl Zora sourit získal bouřlivé ohlasy v rádiích po celém světě. Zpěvačka představila titulní skladbu z alba svým fanouškům při turné Let's Talk About Love.

### 1999–současnost
Roku 1999 Céline Dion ohlásila přerušení své kariéry, aby se mohla věnovat svému muži, u něhož byla diagnostikována rakovina jícnu.
Po tříleté pauze se Dion albem A New Day Has Come vrátila na hudební scénu. Do roku 2004 dosáhla 175 miliónů prodejů svých desek, takže při předávání World Music Awards obdržela Diamond Award, čímž byla uznána nejlépe prodávanou zpěvačkou na světě. Od roku 2003 uvádí Dion svou noční show A New Day… v Caesars Palace v Las Vegas v rámci kontraktu trvajícího do roku 2007. Hudbu Dion ovlivnily různé žánry od popu a rocku po gospel a evropskou klasickou hudbu, je vyzdvihována pro své mohutné a technicky vyspělé vokály.
Má hvězdu na Hollywoodském chodníku slávy. V roce 2008 a na začátku roku 2009 probíhalo její turné Taking Chances.
V roce 2010 se jí narodily dvě děti: Eddy a Nelson. 6 let nato, 14. ledna 2016, jí zemřel manžel. 
V roce 2022 jí bylo diagnostikováno vzácné a nevyléčitelné neurologické onemocnění Stiff Person Syndrom (SPS), které způsobuje ztuhlost svalů a mění pacienty v "lidské sochy" .

## Céline Dion v Praze
Dion byla v Praze dvakrát. Poprvé zde natáčela svůj videoklip k písni It's All Coming Back to Me Now, klip se natáčel v paláci v Ploskovicích a ve studiích Barrandov. Podruhé zde byla 26. června 2008: při koncertní šňůře Taking chances World Tour vystupovala v pražské O2 Aréně.

## Singly
| - 1981 - Ce n'était qu'un rêve - L'amour viendra - La voix du bon Dieu - 1982 - D'amour ou d'amitié - Tellement j'ai d'amour pour toi - 1983 - Un enfant - Mon ami m'a quittée - Ne me plaignez pas - 1984 - Mon rêve de toujours - Un amour pour moi - Une Colombe - 1985 - Dans la main d'un magicien - C'est pour toi - C'est pour vivre - La ballade de Michel - Micheal's Song - 1986 - Billy - 1987 - Fais ce que tu voudras - Delivre-moi - Incognito - Je ne veux pas - Lolita (Trop jeune pour aimer) - On traverse un miroir - 1988 - Comme un cœur froid - Hand in Hand - La religieuse - Ne partez pas sans moi - D'Abord, C'Est Quoi l'Amour? - Jours de Fièvre - 1989 - Can't Live With You, Can't Live Without You - 1990 - (If There Was) Any Other Way - Unison - Where Does My Heart Beat Now - 1991 - The Last to Know - Have a Heart (promo) - Des mots qui sonnent (promo) - Beauty and the Beast (feat. Peabo Bryson) - 1992 - Je danse dans ma tête - If You Asked Me To - Quelqu'un que j'aime, quelqu'un qui m'aime (promo) - Nothing Broken but My Heart - Love Can Move Mountains - 1993 - Un garçon pas comme les autres (Ziggy) - When I Fall in Love (feat. Clive Griffin) - Did You Give Enough Love (promo) - The Power of Love - 1994 - L'amour existe encore - Misled - Think Twice - Only One Road - Calling You (Živě) - 1995 - Pour que tu m'aimes encore - Je sais pas - Next Plane Out - Just Walk Away (promo) - To Love You More - 1996 - (You Make Me Feel Like) A Natural Woman (promo) - Le ballet (promo) - Falling into You - Because You Loved Me - It's All Coming Back to Me Now - The Power of the Dream - All by Myself - Les derniers seront les premiers (Živě) (promo) | - 1997 - Call the Man - J'attendais (Živě) - Make You Happy (promo) - Dreamin' of You (promo) - Tell Him (feat. Barbra Streisand) - Be the Man - The Reason (feat. Carole King) - My Heart Will Go On - 1998 - Immortality (feat. Bee Gees) - When I Need You (promo) - I Hate You Then I Love You (feat. Luciano Pavarotti) (promo) - It's Hard to Say Goodbye (promo) - Zora sourit - You've Got a Friend - I'm Your Angel (feat. R. Kelly) - S'il suffisait d'aimer - Happy Xmas (War Is Over) (promo) - 1999 - On ne change pas - The Prayer (feat. Andrea Bocelli (promo) - Treat Her Like a Lady (feat. Diana King) - En attendant ses pas (promo) - Je crois toi (promo) - Dans un autre monde (Živě) (promo) - That's The Way It Is - Then You Look at Me (promo) - 2000 - Live (For the One I Love) - The First Time Ever I Saw Your Face - I Want You to Need Me - Don't Save It All for Christmas Day (promo) - 2001 - God Bless America (promo) - Sous le vent (feat. Garou) - 2002 - A New Day Has Come - I'm Alive - Goodbye's (The Saddest Word) - 2003 - I Drove All Night - Have You Ever Been in Love - One Heart - Stand by Your Side (promo) - Tout l'or des hommes - Faith (promo) - 2004 - Et je t'aime encore - Contre Nature (promo) - You and I (promo) - Beautiful Boy (promo) - Miracle (promo) - Je lui dirai (promo) - 2005 - In Some Small Way (promo) - Je ne vous oublie pas - Tous les secrets - 2006 - I Believe in You (feat. Il Divo) - 2007 - Et s'il n'en restait qu'une (je serais celle-là) - Immensité (promo) - Le temps qui compte (promo) - Taking Chances - A World to Believe In (feat. Yuna Ito) - 2008 - Eyes On Me - Alone - My Love - 2012 - Sans Attendre Parler à mon père - 2014 - Loved Me Back To Life - Incredible feat. Ne-Yo - 2016 - The Show Must Go On - Encore Un Soir - Trois heures vingt (remastered) - Recovering - 2018 - Ashes (from „Deadpool 2“ Motion Picture Soundtrack) - 2019 - Flying On My Own |

Attendre
Le miracle
L'amour peut prendre froid
Je n'ai pas besoin d'amour
'Si je n'ai rien de toi
Ne me guitte pas
Celle qui m'a tout appris
La mer et l'enfant
Les petits pieds de Léa avec paroles
Que toi au monde
Qui peut vivre sans amour
Tant de temps
Une chance qu'on s'a
Mille aprés mille
Les jours comme ca

## Oficiální diskografie

### LP desky 1981–1986
- 1981 – La voix du Bon Dieu (Canadian Saisons)
- 1981 – Céline Dion chante Noel (Canadian Saisons)
- 1982 – Tellement j'ai d'amour… (Trans Canada Disques)
- 1983 – Les chemins de ma maison (Trans Canada Disques)
- 1983 – Chants et contes de Noel (Trans Canada Disques)
- 1983 – Du soleil au coeur (Pathé-Marconi/ EMI France)
- 1984 – Mélanie (Trans Canada Disques)
- 1984 – Les plus grands succés de Céline Dion (Trans Canada Disques)
- 1984 – Les oiseaux du bonheur (Pathé-Marconi/ EMI France)
- 1985 – C'est pour toi (Trans Canada Disques)
- 1985 – Céline Dion en concert (Trans Canada Disques)
- 1986 – Les chansons en or (Trans Canada Disques)
- 2013 – Loved me back to life (Sony Music)
- 2016 – Encore Un Soir

### CD – Francouzská alba
- 1987 – Incognito (CBS)
- 1991 – Dion chante Plamondon (Sony Music)
- 1994 – Des mots qui sonnent, vyšel jen v Evropě (Sony Music)
- 1995 – D'eux (Sony Music)
- 1998 – S'il suffisait d'aimer (Sony Music)
- 2003 – 1 fille & 4 types (Sony Music)
- 2007 – D'elles (Sony BMG)
- 2012 – Sans Attendre (Sony BMG)
- 2016 – Encore Un Soir

### CD – Anglická alba
- 1990 – Unison (Sony Music)
- 1992 – Celine Dion (Sony Music)
- 1993 – The Colour Of My Love (Sony Music)
- 1996 – Falling Into You (Sony Music)
- 1997 – Let's Talk About Love (Sony Music)
- 1998 – These Are Special Times (Sony Music)
- 2002 – A New Day Has Come (Sony Music)
- 2003 – One Heart (Sony Music)
- 2004 – Miracle (Sony Music)
- 2007 – Taking Chances (Sony BMG)
- 2013 – Loved Me Back To Life (Sony Music)
- 2019 – Courage

### CD – Live nahrávky
- 1994 – Olympia (Sony Music)
- 1996 – Live a Paris (Sony Music)
- 1999 – Au coeur du stade (Sony Music)
- 2004 – A New Day… Live In Las Vegas (Sony Music)
- 2010 – Taking Chances World Tour the concert
- 2014 – Une seule fois/Live 2013

### CD – Kompilace
- 1999 – All The Way… A Decade Of Song (Sony Music)
- 2000 – The Collector's Series Volume One (Sony Music)
- 2005 – On ne change pas (Sony BMG)
- 2008 – Complete Best (Sony Music Japan)
- 2008 – Ultimate Box (Sony Music Japan)

### VHS a DVD
- 1990 – Unison (Sony Music)
- 1994 – The Colour Of My Love Concert (Sony Music)
- 1995 – Live a Paris (Sony Music)
- 1998 – Live In Memphis (Sony Music)
- 1999 – Au coeur du stade (Sony Music)
- 2000 – All The Way… A Decade Of Song & Video (Sony Music)
- 2005 – On ne change pas (Sony BMG)
- 2007 – A New Day… Live In Las Vegas (Sony BMG)
- 2010 – Céline throught eyes of the world (Sony Music)
- 2014 – Une Seule Fois, Live 2013 (Sony Music)

## Zajímavost
Na Eurovision Céline Dion zpívala za Švýcarsko,  píseň Ne partez pas sans moi. Původně měla stejnou píseň zpívat Lenka Filipová, ale nedostala v tehdejším ČSSR povolení (Céline Dion byla náhradnice Filipové)..